# Sidera Lodoicea

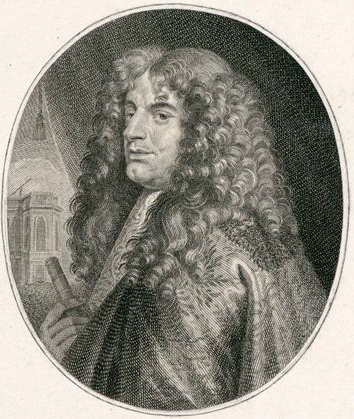
Imagem de Giovanni Cassini, também chamado de Jeand Cassini, pelos franceses.

Sidera Lodoicea, na história da astronomia, foi o nome dado por Giovanni Cassini para as luas de Saturno que ele descobriu. O nome foi uma homenagem ao rei Luís XIV da França, e seguiu o exemplo de Galileu que chamou as luas de Júpiter de Sidera Medicea, em homenagem à família Médici.
Os períodos de revolução dos satélites, conforme Cassini, são:
| Satélite | Dias | Horas | Minutos |
| I        | 1    | 21    | 19      |
| II       | 2    | 17    | 43      |
| III      | 4    | 12    | 27      |
| IV       | 15   | 23    | 15      |
| V        | 79   | 21    | 0       |